# 吕宰
吕宰（法語：Luzay，法語發音：[lyzɛ]）是法国德塞夫勒省的一个市镇，属于布雷叙尔区。

## 地理
吕宰（46°55'24"N, 0°11'44"W）面积20.98 平方千米，位于法国新阿基坦大区德塞夫勒省，该省份为法国西部内陆省份，北起曼恩-卢瓦尔省，西接旺代省，南至夏朗德省和滨海夏朗德省，东临维埃纳省。
与吕宰接壤的市镇（或旧市镇、城区）包括：吕谢图阿尔赛、圣让德图阿尔、聖瓦朗、平原河谷镇、圖阿爾。

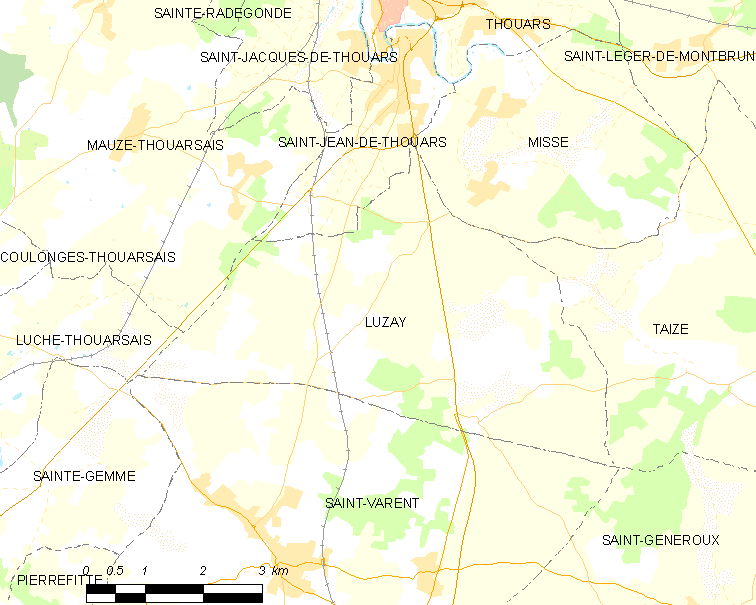
吕宰的OSM定位图

吕宰的时区为UTC+01:00、UTC+02:00（夏令时）。

## 行政
吕宰的邮政编码为79100，INSEE市镇编码为79161。

## 政治
吕宰所属的省级选区为图埃河谷县。

## 人口

1962-2008年间吕宰人口变化图示

吕宰于2022年1月1日时的人口数量为621人。